# Нуклеосинтез у наднових
Нуклеосинтез у наднових — нуклеосинтез хімічних елементів під час спалаху наднової. У досить масивних зорях нуклеосинтез шляхом злиття легших елементів у важчі відбувається під час послідовних процесів горіння гелію, вуглецю, кисню і кремнію, коли продукти одних ядерних реакцій після стискання й нагрівання стають паливом для наступної стадії «горіння». Під час гідростатично рівноважного спалювання переважно синтезуються продукти альфа-процесу (A = 2Z). Швидке вибухове спалювання наприкінці еволюції зорі зумовлене раптовим зростанням температури внаслідок радіального проходження ударної хвилі, яка виникає внаслідок гравітаційного колапсу. В. Д. Арнетт та його колеги з університету Райса показали, що в ядерних реаціях внаслідок коллапсу не-альфа-ядерні ізотопи синтезуються ефективніше, ніж у реакціях, які відбуваються в рівноважному стані зорі, припускаючи, що очікуваний ударно-хвильовий нуклеосинтез є найважливішим шляхом нуклеосинтезу в наднових. Ударно-хвильовий нуклеосинтез та процеси гідростатично рівноважного горіння разом утворюють більшу частину ізотопів вуглецю (Z = 6), кисню (Z = 8) та елементів із Z = 10–28 (від неону до нікелю). У результаті викидання синтезованих ізотопів при вибухах наднових їхня частка у міжзоряному газі постійно збільшується. Це збільшення стало вперше очевидним для астрономів тому, що новонароджені зорі більш багаті на ці елементи, ніж старіші.
Елементи, важчі за нікель, є порівняно рідкісними через зменшення атомної маси їх ядерної енергії зв'язку на нуклон, але вони теж утворюються частково всередині наднових. Найбільший інтерес історично являв їх синтез шляхом швидкого захоплення нейтронів (r-процес). Загальноприйто, що в ядрах наднових виникають необхідні умови. Але у розділі «r-процес» нижче наведено нещодавно виявлену альтернативу. Ізотопи r-процесу приблизно в 100 000 разів менш поширені, ніж хімічні елементи, утворені ядерним синтезом в оболонках наднової. Крім того, вважається, що інші процеси нуклеосинтезу в наднових є також відповідальними за утворення інших важких елементів, зокрема, процес швидкого захоплення протонів (rp-процес), процес повільного захоплення нейтронів (s-процес) у оболонках масивних зір, що спалюють гелій, і в оболонках, що спалюють вуглець, і процес фотодизінтеграції відомий як γ-процес. Останній синтезує найлегші, найбідніші нейтронами, ізотопи елементів, важчих за залізо, з наявних важчих ізотопів.

## Історія
У 1946 р. Фред Гойл запропонував, що елементи, важчі за водень і гелій, утворюються шляхом нуклеосинтезу в ядрах масивних зір. До того вважалося, що елементи сучасного Всесвіту були значною мірою утворені під час його утворення. На той час природа наднових була незрозумілою, і Гойл припустив, що ці важкі елементи розподілялись в космосі за рахунок обертової нестабільності. У 1954 р. теорія нуклеосинтезу важких елементів у масивних зорях була вдосконалена та поєднана з більшим розумінням наднових для обчислення кількості елементів від вуглецю до нікелю. Ключові елементи теорії включали: передбачення збудженого стану ядра 12 С, що дає можливість потрійній альфа реакції відбуватись резонансно до вуглецю та кисню; термоядерні продовження синтезу ядерного горіння вуглецю, що синтезують Ne, Mg і Na; і горіння кисню, що синтезує Si, Al та S. Передбачалося, що ядерне горіння кремнію відбувається як кінцева стадія синтезу у ядрі масивних зір, хоча ядерна наука тоді ще не могла точно розрахувати, як саме. Він також прогнозував, що колапс масивних зір на пізній стадії їх еволюції «неминучий» через збільшення швидкості втрат енергії за рахунок нейтрино і призведе до спалаху з подальшим нуклеосинтезом важких елементів і викиданням їх у космос.
У 1957 р. праця авторів Маргарет Бербідж, Джеффрі Бербіджа, В. А. Фаулера і Гойла розширила і вдосконалила теорію нуклеосинтезу й отримала широке визнання. Вона стала відома під назвою B²FH або BBFH, за ініціалами авторів. Попередні публікації на десятиліття лишилися забутими внаслідок того, що в B²FH не було послалання на оригінальний опис Гойла нуклеосинтезу масивних зір. Дональд Клейтон пояснив таку невідомість також тим, що праця Гойла 1954 року описувала її ключове рівняння лише на словах, а також тим, що Гойл не достатньо уважно переглянув проект публікації B²FH, отриманий ним від співавторів, які самі не вивчили належним чином роботи Гойла. Під час дискусії 1955 року в Кембриджі з його співавторами під час підготовки до першого проекту B²FH 1956 року в Пасадені, скромність Гойла завадила йому підкреслити великі досягнення його теорії 1954 року.
Через тринадцять років після публікації B²FH, В. Д. Арнетт та його колеги показали, що остаточне горіння під час ударної хвилі, розпочатої в результаті колапсу ядра, може синтезувати ізотопи не-альфа-частинок ефективніше, ніж могло б гідростатичне горіння. Це дозволило припустити, що вибуховий нуклеосинтез є найважливішим компонентом нуклеосинтезу наднових. Якщо ударна хвиля, яка відскочила від колапсу речовини на щільне ядро, досить потужна, щоб призвести до скидання оболонки наднової, то вона має забезпечити раптовий нагрів зовнішніх шарів такої зорі, необхідний для вибухового термоядерного горіння. Теоретичною складністю стало розуміння того, як ця ударна хвиля може досягти зовнішніх шарів в умовах, коли речовина продовжує падати всередину. Спостереження наднових запевнили, що це має відбуватися.
Наприкінці 1960-х рр. білі карлики були запропоновані як можливі попередники деяких типів наднових, хоча остаточного розуміння механізму спалаху та пов'язаного з ним нуклеосинтезу не було до 1980-х років. Це показало, що наднові типу Ia викидають велику кількість радіоактивного нікелю та меншу кількість інших елементів залізного піку, при цьому радіоактивний нікель швидко перетворюється на радіоактивний кобальт, а потім — на стабільне залізо.

## Епоха комп'ютерних моделей
Праці Гойла 1946 і 1954 років та B²FH 1957 року були написані в докомп'ютерну епоху. Вони покладалися на ручні розрахунки, глибоке розуміння ядерної фізики і фізичну інтуїцію. Попри блискучість цих засновницьких праць, незабаром виник культурний розрив із молодим поколінням дослідників, які почали створювати комп'ютерні моделі, що врешті-решт дало відповіді на багато питань щодо пізніх стадій еволюції зір та нуклеосинтез всередині них.

## Перебіг процесів
Наднова — це раптовий вибух зорі, який відбувається за двома основними сценаріями. 
Перший полягає в тому, що білий карлик, який є залишком зорі низької маси, що вичерпала ядерне паливо, зазнає термоядерного вибуху після того, як його маса перевищує межу Чандрасехара внаслідок акреції речовини від більш дифузної зорі-супутника (зазвичай це червоний гігант), з якою вона перебуває у подвійній системі. Отриманий безконтрольний нуклеосинтез повністю руйнує зорю і викидає значну частину її маси в космос. 
Другий і приблизно втричі поширеніший сценарій відбувається, коли масивна зоря (у 12–35 разів масивніша за Сонце), зазвичай надгігант, у критичний час, досягає ізотопу нікель-56 у своїх процесах ядерного синтезу в ядрі. Без екзотермічної енергії від синтезу ядро масивної зорі-попередника наднової втрачає тепло, необхідне для підтримки тиску, і колапсує внаслідок сильного гравітаційного тиску. Передача енергії від колапсу ядра спричиняє наднову.
Ізотоп нікелю-56 має чи не найбільшу енергію зв'язку на нуклон серед усіх ізотопів, і тому є останнім ізотопом, ядерний синтез якого виділяє енергію. У ізотопів з атомною масою більше A = 56 енергія зв'язку на нуклон менша; синтез таких ізотопів вже не може бути джерелом енергії. 
Коли оболонка наднової колапсує та зіштовхується з напівтвердим ядром, виділяється дуже багато енергії (близько 1053 ерг), що приблизно в сто разів перевищує кінетичну енергію скинутої оболонки. Десятки дослідницьких робіт були опубліковані в спробі описати гідродинаміку того, як той невеликий відсоток енергії, що падає, передається на оболонку, що надходить на ядро з огляду на неперервний колапс. Ця невизначеність залишається в повному описі колапсу наднових.
Ядерні реакції, в яких синтезуються елементи важчі заліза, поглинають енергію, тобто є ендотермічними. Коли такі реакції починають домінувати, температура ядра знижується. Це призводить до зменшення тиску в ядрі, який підтримує зовнішні шари зорі. Під дією сили тяжіння (яка більше не врівноважується тиском) зовнішня оболонка падає на ядро. Внаслідок колапсу маса ядра зростає й воно ущільнюється. Коли густина в надрах зорі досягає густини атомного ядра, подальше ущільнення стає неможливим й оболонка «відскакує» від нього. Виникає ударна хвиля, яка рухається назовні через нерозплавлену[уточнити] речовину зовнішньої оболонки. Проходження такої ударної хвилі призводить до різкого підвищення температури і в речовині оболонки, що багата легкими елементами, починається бурхливий нуклеосинтез, який часто називають вибуховим. У цьому процесі виділяється стільки енергії, що оболонка зорі скидається в навколишній міжзоряний простір і продукти нуклеосинтезу розсіюються там.

## Горіння кремнію
Після того, як зоря завершує ядерне горіння кисню, її ядро складається в основному з кремнію та сірки. Якщо зоря має достатньо високу масу, вона далі стискається, поки її ядро не досягне температури в межах 2,7–3,5 мільярда Кельвінів (230–300 keV)). При цих температурах кремній та інші ізотопи зазнають фотовикиду нуклонів енергійними тепловими фотонами (γ), викидаючи особливо альфа-частинки (4 He). Ядерне горіння кремнію відрізняється від попередніх стадій нуклеосинтезу тим, що має баланс між захопленнями альфа-частинок та їх зворотним фотовикидом, що утворює надлишок альфа-частинок у наведеній нижче послідовності, в якій кожному показаному захопленню альфа-частинки протистоїть його зворотня реакція, а саме фотовикид альфа-частинки численними тепловими фотонами:
| 28Si | + |  | 4He | is in equilibrium with |  | 32S  | + | γ; |
| 32S  | + |  | 4He | is in equilibrium with |  | 36Ar | + | γ; |
| 36Ar | + |  | 4He | is in equilibrium with |  | 40Ca | + | γ; |
| 40Ca | + |  | 4He | is in equilibrium with |  | 44Ti | + | γ; |
| 44Ti | + |  | 4He | is in equilibrium with |  | 48Cr | + | γ; |
| 48Cr | + |  | 4He | is in equilibrium with |  | 52Fe | + | γ; |
| 52Fe | + |  | 4He | is in equilibrium with |  | 56Ni | + | γ; |
| 56Ni | + |  | 4He | is in equilibrium with |  | 60Zn | + | γ. |
Альфа-частинкові ядра 44-Ti і більш масивні в останніх п'яти перерахованих реакціях, всі є радіоактивними, але вони розпадаються після їх викиду при вибухах наднової на численні ізотопи Са, Ti, Cr, Fe та Ni. Ця післявибухова радіоактивність набула великого значення для появи гамма-астрономії.
У таких фізичних умовах швидких протилежних реакцій, а саме захоплення альфа-частинок та фотовикиду альфа-частинок, кількість визначається не перерізом реакцій захоплення альфа-частинок; скоріше вона визначається відносною поширеністю реагентів (англ. abundance, що врівноважує швидкості протилежних реакцій. Встановлюються постійні співвідношення між проміжними реагентами. Цей стан називають ядерною квазірівновагою. Багато комп'ютерних обчислень, наприклад, використовуючи швидкості прямих та обернених реакцій, показали, що квазірівновага не точна, але добре характеризує обчислені поширення. Таким чином, квазірівноважний стан характеризує процес, що відбувається. Він також заповнює невизначеність теорії Гойла 1954 року. Квазірівновага порушується накопиченням 56Ni, оскільки захоплення альфа-частинок стає повільнішим, тоді як фотовикиди з важчих ядер стають швидшими. Ядра, що не містять альфа-частинок, також беруть участь у багатьох реакціях, подібних до 36Ar + нейтрон ⇌ 37Ar + фотон та обернених реакціях, які встановлюють постійні співвідношення між ізотопами не-альфа-частинок, де густина вільних протонів та нейтронів також досягає квазірівноваги. Однак частка вільних нейтронів пропорційна надлишку нейтронів над протонами у складі масивної зорі; як приклад, частка 37Ar у викидах пізніших масивних зір більша, ніж у викидах ранніх зір, які складались лише з H та He; тому 37Cl, до якого 37Ar розпадається після нуклеосинтезу, називають «вторинним ізотопом». Горіння кремнію в зорі відбувається через часову послідовність такої ядерної квазірівноваги, в якій частка 28Si повільно зменшується, а частка 56 Ni поступово зростає. Це дорівнює зміні ядерного поширення 2 28Si ≫ 56Ni, яку в ядерному розумінні можна вважати горінням кремнію в нікель. В інтересах економіки перестановку фотодизінтеграції та досягнення ядерної квазірівноваги називають горінням кремнію. Процес горіння кремнію в ядрі масивної зорі, яка зазнає стиснення, триває близько одного дня і припиняється після того, як частка 56Ni стає домінуючою. Остаточне вибухове горіння, коли ударна хвиля проходить через шар горіння кремнію, триває лише секунди, але підвищення температури приблизно на 50 % спричиняє шалене ядерне горіння, яке стає головним фактором нуклеосинтезу в діапазоні 28–60 атомних одиниць маси. У подальшому ядерному синтезі енергія вже не виділяється, оскільки ядро з 56 нуклонами має найменшу масу на нуклон серед усіх елементів. Наступним кроком у ланцюзі альфа-реакцій є 60 Zn, який має трохи більшу масу на нуклон і, таким чином, реакція термодинамічно менш сприятлива. 56Ni (який має 28 протонів) має період напіврозпаду 6,02 дня і розпадається через β<sup id="mwATY">+</sup> розпад до 56Co (27 протонів), що, в свою чергу, має період напіврозпаду 77,3 доби і перетворюється на 56Fe (26 протонів). Але 56Ni не встигає розпастися в надрах масивної зорі, бо коллапс триває лічені хвилини. Тому 56Ni є найбільш розповсюдженим радіоактивним ядром, створеним таким чином. Його радіоактивність дає енергією світіння після спалаху наднової та створює можливості для гамма-астрономії. Дивіться криву блиску SN 1987A для демонстрації наслідків цієї можливості. Клейтон і Мейєр нещодавно ще більше узагальнили цей процес тим, що вони назвали машину вторинної наднової, приписуючи зростаючу радіоактивність, яка забезпечує енергією пізні етапи наднових, для зберігання зростаючої кулонівської енергії в квазірівноважному ядрі, названому вище як зсув квазірівноважний зсув від переважно 28Si до переважно 56Ni. Видимі ефекти наднових живляться від розпаду цієї надлишкової кулонівської енергії.
Під час стискання ядра потенційна енергія гравітаційного поля перетворюється на теплову й нагріває внутрішню частину приблизно до трьох мільярдів Кельвінів, що підтримує тиск і на короткий час запобігає подальшому стисканню ядра. Однак, у реакціях нуклеосинтезу енергія вже не вивільняться, і остаточне стискання стає неминучим. Воно прискорюється до колапсу, який триватиме лише кілька секунд. Центральна частина зорі перетворюється або на нейтронну зорю, або, якщо зоря досить масивна, — на чорну діру. Під дією ударної хвилі, яка рухається назовні, зовнішні шари зорі скидаються в навколишній простір. Це явище відоме як спалах наднової типу II. Його прояви тривають дні до місяців. На початку спалаху в оболонці, що буде скинута в навколишній простір, наявна велика щільність вільних нейтронів; за лічені секунди там відбувається процес швидкого захоплення нейтронів, відомий під назвою r-процес. У цьому процесі синтезуються елементи, важчі заліза. Вважається, що саме таким шляхом утворилася приблизно половина цих елементів у Всесвіті.

## Нукліди, які синтезуються

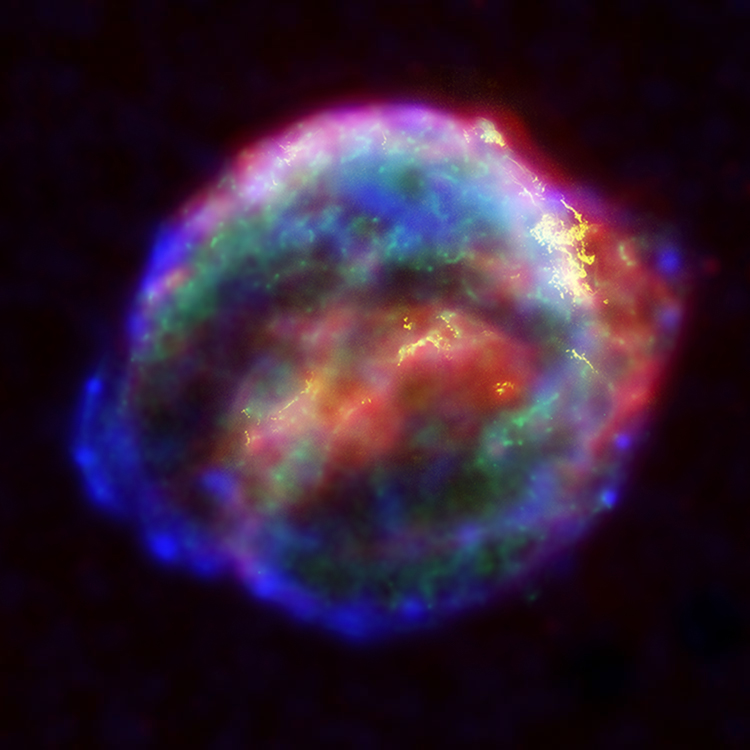
Складене зображення наднової Кеплера з зображень космічних телескопів Спітцера, Габбл та рентгенівської обсерваторії Чандра.

Зорі з початковою масою менше приблизно у вісім разів від Сонця ніколи не розвивають ядро, яке є достатньо великим для колапсу, і вони врешті-решт втрачають свою атмосферу, щоб стати білими карликами, стабільними сферами вуглецю, що охолоджується, підтримуваними тиском вироджених електронів. Тому нуклеосинтез у цих легших зір обмежений нуклідами, які були синтезовані у матеріалі, розташованому над кінцевим білим карликом. Це обмежує їх скромні викиди, повернуті у міжзоряний газ, до вуглецю-13 та азоту-14, і до ізотопів, важчих за залізо, в результаті повільного захоплення нейтронів (s -процес).
Однак значна частина білих карликів вибухне, або тому, що вони перебувають на бінарній орбіті із зорею-супутником, яка втрачає масу до сильнішого гравітаційного поля білого карлика, або через злиття з іншим білим карликом. В результаті утворюється білий карлик, який перетинає межу Чандрасекара і вибухає як наднова типу Іа, синтезуючи навколо радіоактивні ізотопи 56Ni загальною масою до однієї маси Сонця разом із меншою кількістю інших елементів піку заліза. Наступний радіоактивний розпад нікелю до заліза зберігає тип Ia оптично дуже яскравим протягом тижнів і створює більше половини всього заліза у Всесвіті.
Практично весь залишок зоряного нуклеосинтезу відбувається, однак, у зорях, які є достатньо масивними, щоб завершити існування як наднові з колапсом ядра. У масивній зорі-попереднику наднової це включає послідовне спалення гелію, вуглецю, кисню та кремнію. Значна частина результатів горіння ніколи не зможе залишити зорю, а натомість зникає в її колапсованому ядрі. Елементи, які викидаються, фактично утворюються в останню секунду при вибуховому спалюванні, спричиненому ударною хвилею, запущеною колапсом ядра. До колапсу ядра утворення елементів між кремнієм і залізом відбувається лише в найбільших зорях, і то в обмеженій кількості. Таким чином, нуклеосинтез поширених первинних елементів (які визначається як ті, які можна було б синтезувати в зорях, що спочатку складались лише з водню та гелію, що утворились під час Великого вибуху), фактично суттєво обмежений нуклеосинтезом під час колапсу ядра наднової.

## R-процес

Версія періодичної таблиці з зазначенням основного походження елементів, знайдених на Землі. Усі елементи пізніше плутонію (елемент 94) — техногенні.

Під час нуклеосинтезу наднових r-процес створює дуже багаті нейтронами важкі ізотопи, які розпадаються після події до першого стійкого ізотопу, тим самим створюючи багаті на нейтрони стійкі ізотопи всіх важких елементів. Цей процес захоплення нейтронів відбувається в умовах високої нейтронної щільності при високих температурних умовах. У r-процесі будь-які важкі ядра бомбардуються великим потоком нейтронів, утворюючи високостабільні ядра, багаті нейтронами, які дуже швидко зазнають бета-розпаду, утворюючи більш стійкі ядра з більшим атомним числом і однаковою атомною масою. Щільність нейтронів надзвичайно висока, близько 10 22-24 нейтронів на кубічний сантиметр. Перший розрахунок розвитку r-процесу, що показував еволюцію обчислених результатів із часом, також припустив, що поширення при r-процесі — це суперпозиція різних нейтронних флюенсів. Невеликий флюенс створює перший пік поширення r-процесу довкола атомної маси A = 130, але не має актиноїдів, тоді як великий флюенс утворює актиноїди урану та торію, але більше не містить піку A = 130. Ці процеси відбуваються за період від частки секунди до декількох секунд, залежно від деталей. Сотні наступних опублікованих робіт використали цей залежний від часу підхід. Єдина сучасна наднова 1987A, розташована астрономічно недалеко, не продемонструвала поширення при r-процесі. Сучасне мислення полягає в тому, що результати r-процесу можуть викидатися з одних наднових, а в інших поглинатися як частина залишкової нейтронної зорі або чорної діри.
Цілком нові астрономічні дані про r-процес були виявлені 2017 року, коли гравітаційно-хвильові обсерваторії LIGO та Virgo виявили злиття двох нейтронних зір, які раніше оберталися одна навколо іншої Це може статися, коли обидві масивні зорі на бінарній орбіті стають надновими з колапсом ядра, залишаючи після вибуху нейтронні зорі. Кожен міг «почути» повтор зростаючої орбітальної частоти, оскільки орбіта ставала меншою та швидшою через втрату енергії гравітаційними хвилями. Локалізація на небі джерела цих гравітаційних хвиль, випромінюваних орбітальним колапсом і злиттям двох нейтронних зір, які створили чорну діру, але зі значним викидом маси сильно нейтронізованої речовини, дала змогу декільком командам виявити та вивчити решти оптичний залишок після злиття, і знайти спектроскопічні докази r-процесової речовини, викинутої нейтронними зорями, які злились Основна частина цього матеріалу, як видається, складається з двох типів: гаряча синя маса високорадіоактивних r -процесових речовин важких ядер нижнього масиву (A < 140) і більш холодна червона маса більш важчих r-процесових ядер (A > 140), багата на лантаніди (такі як уран, торій, каліфорній тощо). Вивільняючись з величезного внутрішнього тиску нейтронної зірки, ці нейтралізовані викиди розширюються і випромінюють виявлене оптичне світло протягом приблизно тижня. Така тривалість свічення не була б можливою без нагрівання шляхом внутрішнього радіоактивного розпаду, що забезпечується r-процесовими ядрами поблизу їх точок очікування. Дві різні масові області A < 140 і A > 140 для результатів r-процесу були відомі з часів перших залежних від часу розрахунків r-процесу. Через ці спектроскопічні особливості висунуто припущення, що стверджувалося, що r-процесний нуклеосинтез у Чумацькому Шляху, можливо, був в основному викинутим при злитті нейтронних зір, а не з наднових.

## Інше читання
- Burbidge, E. M.; Burbidge, G. R.; Fowler, W.A.; Hoyle, F. (1957). Synthesis of the Elements in Stars (PDF). Reviews of Modern Physics. 29 (4): 547—650. Bibcode:1957RvMP...29..547B. doi:10.1103/RevModPhys.29.547.
- Clayton, D. (2003). Handbook of isotopes in the cosmos. Cambridge University Press. ISBN 978-0-521-82381-4.